# Prunus oleifolia
Prunus oleifolia är en rosväxtart som beskrevs av Emil Bernhard Koehne. Prunus oleifolia ingår i släktet prunusar, och familjen rosväxter. Utöver nominatformen finns också underarten P. o. bangii.